# 로빈 파디야
로빈 파디야(Robin Padilla, 1969년 11월 23일~)은 필리핀의 배우이자 필리핀 상원 소속의 정치인이다.